# Juma Ikangaa
Juma Ikangaa (Dodoma, 19 juli 1957) is een voormalig Tanzaniaanse atleet, die was gespecialiseerd in de marathon. Ikangaa vertegenwoordigde zijn land driemaal deel op de Olympische Spelen, maar won hierbij geen medailles. Hij schreef meerdere marathons op zijn naam, zoals New York (1x), Fukuoka (1x), Peking (1x), Tokio (2x), Melbourne (2x).

## Biografie
In 1982 won won hij de marathon van Caïro. Later dat jaar veroverde hij een zilveren medaille op de marathon bij de Gemenebestspelen in het Australische Brisbane. Hij eindigde met 2:09.30 achter de Australiër Robert de Castella (goud) en voor de Engelsman Mike Gratton (brons).
Op de Olympische Spelen van 1984 in Los Angeles eindigde Ikangaa als zesde in 2:11.10. Vier jaar later werd hij in Seoel zevende. Op de Olympische Spelen van 1992 in Barcelona werd hij slechts 34e. Hij werd driemaal op rij (1988, 1989, 1990) tweede op de Boston Marathon.

## Titels
- Oost- en Centraal-Afrikaans kampioen 10.000 m - 1984

## Palmares

### 5000 m
- 1977: 4e Stockholm - 13.37,4

### 10.000 m
- 1984:  Centraal en Oost-Afrikaanse kamp. in Nairobi - 29.36,5
- 1986:  Hyogo Relays in Kobe - 28.15,13
- 1986:  Sponichi Meeting in Tokio - 28.23,39
- 1990: 8e Tanzaniaanse kamp. in Dar-Es-Salaam - 30.15,59

### halve marathon
- 1988:  halve marathon van Sapporo - 1:03.22
- 1989:  halve marathon van Sapporo - 1:02.56
- 1990:  halve marathon van Sapporo - 1:03.56

### marathon
- 1982:  marathon van Caïro - 2:21.05
- 1982:  Gemenebestspelen in Brisbane - 2:09.30
- 1983: 5e marathon van Tokio - 2:10.54
- 1983: 15e WK in Helsinki - 2:13.11
- 1983:  marathon van Melbourne - 2:13.50
- 1983:  marathon van Fukuoka - 2:08.55
- 1984:  marathon van Tokio - 2:10.49
- 1984: 6e Londen Marathon - 2:12.35
- 1984: 6e OS in Los Angeles - 2:11.10
- 1984:  marathon van Melbourne - 2:15.31
- 1984: 23e marathon van Fukuoka - 2:16.49
- 1985: 10e marathon van Hiroshima - 2:11.06
- 1986:  marathon van Tokio - 2:08.10
- 1986:  marathon van Peking - 2:08.39
- 1986:  marathon van Fukuoka - 2:10.06
- 1987: 11e Boston Marathon - 2:16.17
- 1987: 6e WK in Rome - 2:13.43
- 1987:  marathon van Peking - 2:12.19
- 1988:  marathon van Tokio - 2:08.42
- 1988:  Boston Marathon - 2:08.44
- 1988: 7e OS in Seoel - 2:13.06
- 1989:  Boston Marathon - 2:09.56
- 1989:  New York City Marathon - 2:08.01
- 1990: 11e Gemenebestspelen in Auckland - 2:18.47
- 1990:  Boston Marathon - 2:09.52
- 1990: 4e New York City Marathon - 2:14.32
- 1991: 13e New York City Marathon - 2:17.19
- 1992: 4e Boston Marathon - 2:11.44
- 1992: 34e OS in Barcelona - 2:19.34
- 1993: 22e marathon van Boston - 2:18.06
- 1993: 21e WK in Stuttgart - 2:24.23
- 1994: 31e marathon van Berlijn - 2:21.45
- 1994: 10e marathon van Fukuoka - 2:13.57
- 1995: 30e marathon van Londen - 2:21.03
- 1995: 43e WK in Götenborg - 2:30.53
- 1995: 81e marathon van Fukuoka - 2:27.24
- 1996: 23e marathon van Los Angeles - 2:31.20
- 1996: 97e marathon van Fukuoka - 2:32.01